# Agnes Husslein

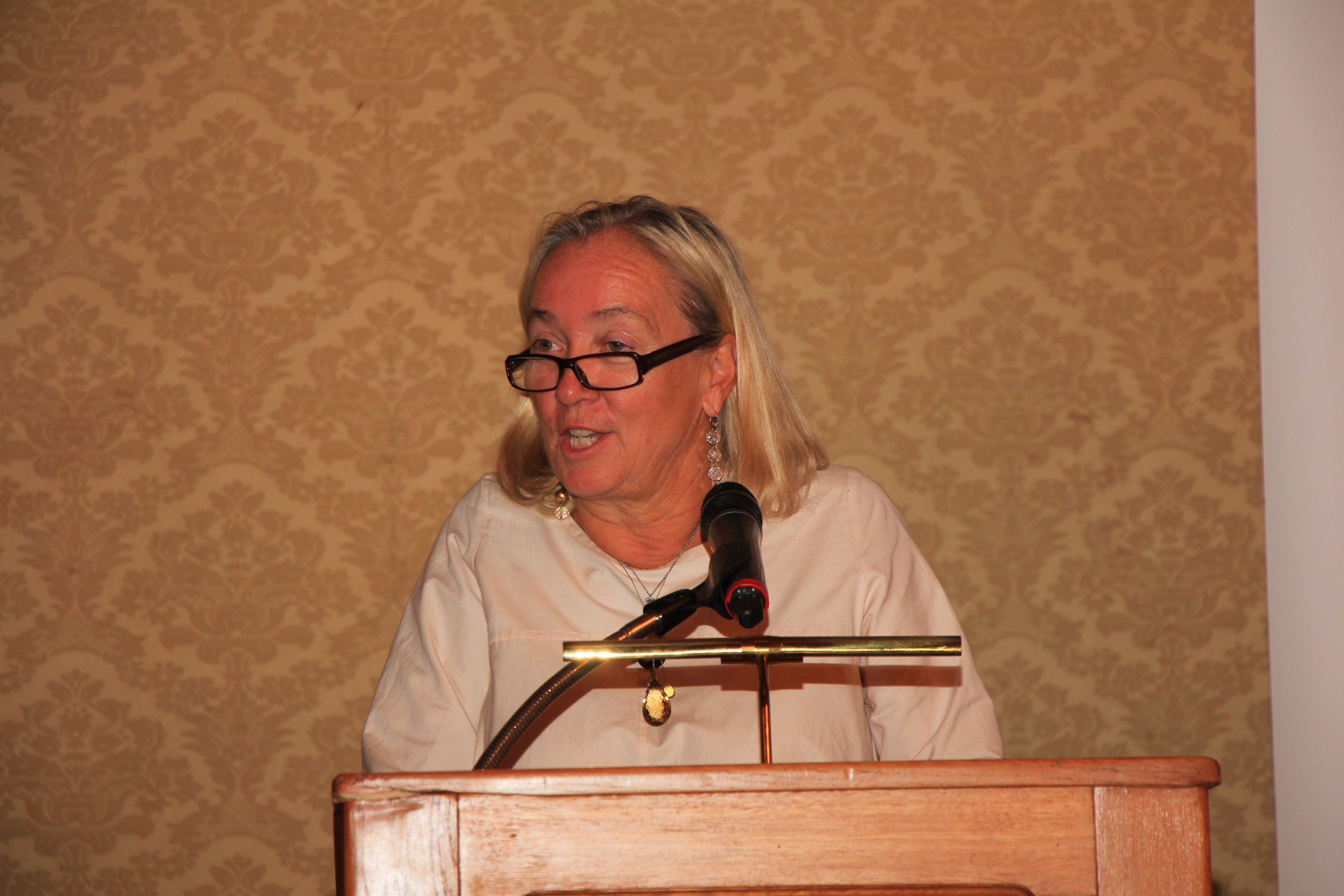
Agnes Husslein, 2017

Agnes Husslein (auch Agnes Husslein-Arco; * 22. Mai 1954 in Wien) ist eine österreichische Kunsthistorikerin und Museumsdirektorin.

## Leben und Wirken
Husslein wurde als Tochter von Felicitas (geb. Boeckl) und Karl Heinrich Arco (1920–1978) geboren. Sie ist eine Enkelin des österreichischen Malers Herbert Boeckl.
Nach Erfolgen als Eiskunstläuferin (Eistanz) mit Adrian Perco bei den Österreichische Eiskunstlaufmeisterschaften 1971, studierte sie Kunstgeschichte und Archäologie an der Universität Wien, an der Sorbonne und der École du Louvre in Paris. Ihre Dissertation schrieb sie über Herbert Boeckl (Die Engelskapelle in Seckau, Univ. Diss., Wien 1979.)
Husslein war von 1981 bis 2000 Geschäftsführerin von Sotheby’s Österreich, von 1989 bis 2000 Geschäftsführerin von Sotheby’s Prag und Sotheby’s Budapest und von 1990 bis 2000 Senior Director, Sotheby’s Europe. Sie war von 1990 bis 1998 Director of European Development des Guggenheim Museums und von 1990 bis 2000 Organisatorin der Guggenheim Association Salzburg und des Austrian Guggenheim Advisory Boards. 1994 kandidierte sie bei den Nationalratswahlen für die ÖVP. 1996–2000 war sie Vorstandsmitglied der Gesellschaft der Freunde der Wiener Secession und 1996–1998 Vizepräsidentin des Kunstvereins Kärnten.
Husslein war von 2001 bis 2003 Direktorin des Rupertinums in Salzburg und von 2003 bis 2005 Gründungsdirektorin des Museums der Moderne Salzburg. 2002–2004 organisierte sie den Aufbau des Museums Moderner Kunst Kärnten
Ab 2007 „zog sie als erste Frau an der Spitze der Österreichischen Galerie aus, das Belvedere neu zu positionieren.“ Unter ihrer Leitung wurden, um mehr Raum für Wechselausstellungen zu schaffen, die Orangerie adaptiert und das 1923 eingerichtete Barockmuseum im Unteren Belvedere aufgelöst, "das Winterpalais von Prinz Eugen von Savoyen in der Himmelpfortgasse als Ausstellungsort eröffnet und nicht zuletzt das „21er Haus“ umgebaut." Ihr Vertrag wurde nicht verlängert, als Folge von Vorwürfen hinsichtlich der Compliance-Verstöße (siehe Abschnitt „Agnes Husslein#Kritik“).
Anfang 2017 wurde Husslein vom Finanzministerium (BMF) in den Vorstand des Leopold Museums berufen. und im Herbst 2018 als Nachfolgerin von Ursula Stenzel zur Präsidentin des Österreichischen Nationalkomitees von Blue Shield International gewählt.
Im Leopold Museum kuratierte sie 2018 die Ausstellung „WOW! The Heidi Horten Collection“, eine singuläre Kunstsammlung, die noch nie der Öffentlichkeit gezeigt worden war. Ihre Position übernahm ab März 2022 Saskia Leopold, gleichzeitig wurde im Juli bekannt, dass Heidi Goëss-Hortens „etwa 700 Werke umfassende Kunstsammlung ab 2022 in einem eigenen und von Agnes Husslein geleiteten Museum zu sehen sein wird.“
Für Heidi Horten betreute sie die Errichtung eines Museums, das deren private Kunstsammlung im Hanuschhof in Wien seit 2022 präsentiert. Husslein wurde Direktorin des Privatmuseums Heidi Horten Collection. Im Mai 2025 wurde bekanntgegeben, dass sie die Heidi Horten Collection als Direktorin verlässt.
Husslein ist mit dem Gynäkologen Peter Husslein (* 1952) verheiratet und hat mit ihm zwei Kinder.

## Kritik
- 2007–2016 war sie Direktorin der Österreichischen Galerie Belvedere. 2016 bewarb sich Husslein um eine weitere Amtsperiode. In der Folge wurden vom Aufsichtsrat Vorwürfe untersucht, Husslein habe Probleme mit den Compliance-Regeln für Geschäftsführer gehabt. Husslein gab diverse Vorwürfe zu und leistete 30.000 Euro Schadenersatz an das Belvedere, wobei die genaue Schadenshöhe strittig blieb.[20][21] Auf Grund dessen wurden ansonsten strafrechtlich relevante Handlungen wegen tätiger Reue nicht weiter verfolgt. Das Ermittlungsverfahren wegen des Verdachts der Untreue, bzw. des Betrugs wurde im Jänner 2018 eingestellt[22][23], und zwar am Tag der Angelobung der neuen Regierung.[24] Im Juli 2016 wurde Dieter Bogner zum interimistischen kaufmännischen Geschäftsführer bestellt. Ende Juli 2016 wurde publiziert, dass der für Kultur zuständige Kanzleramtsminister Thomas Drozda (SPÖ) den Dienstvertrag von Husslein nicht verlängern werde.[25] Das Vertragsverhältnis endete am 31. Dezember 2016; juristische Streitigkeiten um wechselseitige Ansprüche wurden erst im August 2019 beigelegt.[26] Im Oktober 2016 gab Drozda das ab 2017 amtierende Leitungsduo der Österreichischen Galerie Belvedere bekannt. Zu ihrer Nachfolgerin für den künstlerischen Bereich wurde Stella Rollig ernannt. Nach ihrem Ausscheiden aus dem Belvedere wechselte sie in den Vorstand der Leopold-Museum-Privatstiftung.
- 2001 ist behauptet worden, sie habe ihre Stelle bei Sotheby’s verloren, weil sie den FPÖ-Politiker Thomas Prinzhorn zu einem Vortrag eingeladen hätte.[27]
- In Salzburg (Museum der Moderne) wurde nach ihrem Amtsantritt (Anfang 2001) der Großteil der Mitarbeiter ausgetauscht;[28] während ihrer ersten Monate im Belvedere kündigten zahlreiche Mitarbeiter.[29][30]
- 2003 geriet Husslein als Rupertinum-Direktorin ebenda in die Kritik wegen des „Arc de Triomph“, "einem Springbrunnen der Künstlergruppe Gelatin (heute Gelitin) das einen nackten Mann mit erigiertem Glied darstellte.[31] Sie verteidigte das Werk, obwohl die bei der Baubehörde eingereichte Zeichnung der Künstler nicht im Geringsten mit der Ausführung übereinstimmte: „Wir wollen, dass sich die Diskussion von einer wahltaktischen auf eine inhaltliche Ebene verlagert und sie für Salzburgs Zukunft produktiv wird. Den von der Stadt Salzburg initiierten formalistischen Rechtsstreit über Genehmigungsverfahren lehnen wir hingegen als kontraproduktiv für den Kunstdiskurs ab.“ In Abstimmung mit Gelitin löste sie den Konflikt durch Abtransport des mit einer Holzummantelung eingehausten Brunnens: „Das Gerichtsverfahren wird sich aber über viele Wochen hinziehen. In Anbetracht dieser Gefährdung des Kunstwerks und der Unmöglichkeit dieses zu versichern, haben wir die Entscheidung getroffen, den Arc de Triomphe… bis zum 5. August 2003 abzubauen.“[32] Als der Salzburger Direktionsposten ausgeschrieben wurde, bewarb sich Husslein nicht um eine Verlängerung.[33]
- Die Grünen kritisierten sie als „Jet-Setterin“ und „Seitenblicke-Lady“.[28]
- Ihre Eröffnungsausstellung im Belvedere dürfte auf einer nach Hussleins Abgang abgesagten Ausstellung aus dem Salzburger Museum beruhen, jedoch ohne den an der Konzeption der Ausstellung in Salzburg maßgeblichen Kunsthistoriker Christian Huemer mit Namen zu nennen. Huemer schaltete die Volksanwaltschaft ein.[30][29]
- In mediale Kritik geriet das Ehepaar Husslein-Arco 2016, als Agnes Husslein die Rechnung für eine private Familienfeier im von ihr geleiteten Schloss Belvedere umformulierte, damit ihr Gatte Peter Husslein sie von der Steuer absetzen konnte.[34]
- Sie hat laut Medienberichten im Steuerverfahren gegen Hermann Nitsch im Finanzministerium interveniert.[35]

## Auszeichnungen
- 2008 Österreicherin des Jahres
- 2011 Goldenes Ehrenzeichen für Verdienste um das Land Wien
- 2013 Österreichisches Ehrenkreuz für Wissenschaft und Kunst[36]
- 2013 Artis Bohemiae Amicis
- 2014 Mitglied der Europäischen Akademie der Wissenschaften und Künste.[37]